# Spondylus regius
Spondylus regius is een tweekleppige die voorkomt in de subtropische wateren van de Indische Oceaan en de Grote Oceaan. De soort kan een lengte bereiken van 21 cm.